# كو تاو

كو تاو هي جزيرة تقع في خليج تايلاند في محافظة سورات ثاني.تبلغ مساحة الجزيرة حوالي 21 كم.